# نعمت آباد (مقاطعة تشالوس)
نعمت‌آباد (بالفارسية: نعمت‌آباد) هي قرية تقع في قسم كلارستاق الغربي الريفي (مقاطعة تشالوس) في إيران. يقدر عدد سكانها بـ 190 نسمة .